# Carnaval do Rio de Janeiro
Carnaval do Rio de Janeiro é uma festa popular de cunho religioso e histórico-social realizada durante cinco dias consecutivos no mês de fevereiro desde 1893 com a criação do primeiro rancho carnavalesco, o "Rei de Ouros", pelo baiano, filho de escravos libertos, Hilário Jovino Ferreira. Esse festival é considerado o maior carnaval do mundo pelo Livro dos Recordes. Trata-se de uma celebração mundialmente famosa, constituída por diferentes tipos de manifestações culturais, como desfiles de escola de samba, bailes de máscaras, festas móveis dos blocos de embalo seguidos por seus foliões fantasiados, e ainda bandas de rua e blocos de enredo ("escolas de samba" de pequeno porte), chamados de cordões. Também se caracteriza pela irreverência e banalidade, pelos nomes de duplo sentido (especialmente dos blocos) e pela diversidade cultural, musical e sexual.
O desfile competitivo das escolas de samba foi idealizado pelo jornalista Mário Filho (irmão do dramaturgo Nelson Rodrigues), que organizou através do seu periódico Mundo Esportivo o primeiro certame oficial, no ano de 1932. Outro recifense, Pedro Ernesto, também atuou de forma decisiva para o sucesso do evento: quando prefeito do então Distrito Federal, tornou-se o primeiro político a dar apoio financeiro ao carnaval, dentro de um projeto que visava transformar o Rio de Janeiro numa potência do turismo, e em 1935 reconheceu e oficializou os desfiles.
Após um período de decadência dos festejos de rua nas décadas de 80 e 90, quando o carnaval da cidade resumia-se quase que unicamente aos desfiles das escolas de samba, o carnaval dos blocos e bandas de rua voltou a crescer, entrando oficialmente para o Guinness Book. Atualmente, o carnaval de rua da cidade é cerca de cinco vezes maior que os festejos realizados pelas escolas de samba e apresenta-se como um evento multifacetado, possuindo: blocos dos mais variados ritmos, como samba, marchinhas, ritmos nordestinos, entre outros; e blocos temáticos que tocam de Mamonas Assassinas a Beatles.
O carnaval carioca pode ser considerado um evento cultural de alto prestígio, já tendo sido eleito, pelos internautas do site estrangeiro Fun Party, como a melhor festa do mundo. É citado, constantemente, como o carnaval mais famoso que existe.

## História

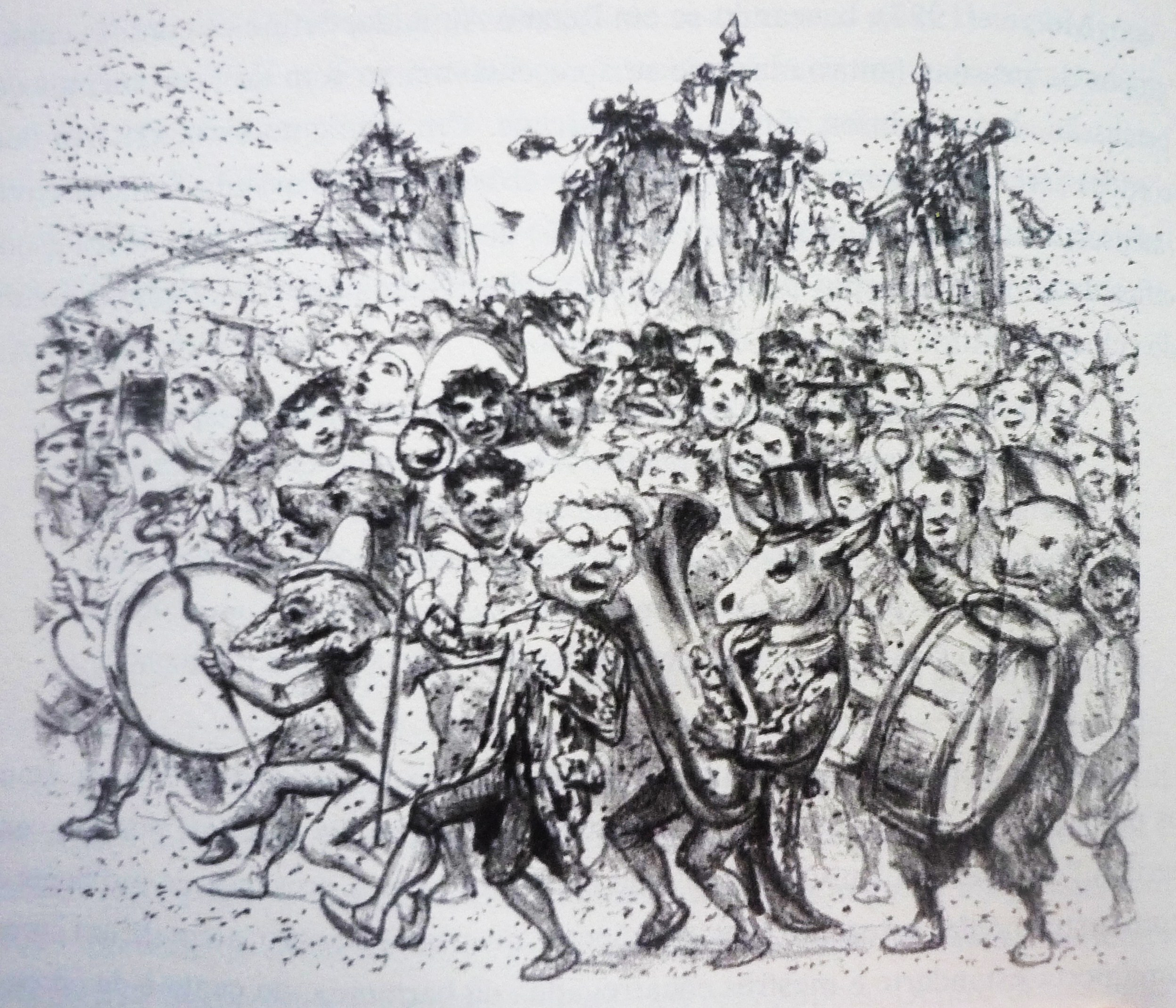
O Carnaval no Rio de Janeiro. As famílias que aguentem bisnagas e outras cousas, 1907.

A origem do carnaval no Rio de Janeiro, começa a partir da introdução do entrudo na cidade, uma manifestação cultural de origem portuguesa, em que se brinca o carnaval. No Rio de Janeiro, o entrudo é mencionado no início do século XVII. Por volta de 1600, registros indicam que a população local já praticava o entrudo. A festa da aclamação de D. João, em 1641, promovida pelo governador Martim Correia de Sá, no Rio de Janeiro, também é considerada uma precursora do carnaval brasileiro. No Rio de Janeiro, tanto as pessoas escravizadas quanto as famílias de origem europeia participavam do entrudo. Os "limões de cheiro", bolas de cera que levavam em seu interior água e, em alguns casos, urina, eram arremessadas das janelas nos passantes. A partir de 1846, o carnaval no Rio de Janeiro começa a se transformar: surgem os primeiros bailes de máscaras e, posteriormente, os primeiros blocos carnavalescos organizados, que posteriormente viria influenciar todo o carnaval do Brasil.
A consolidação do carnaval carioca como festa organizada e urbana remonta do período da Independência do Brasil, quando a elite carioca decidiu se afastar do passado lusitano e incrementar a aproximação com as novas potências capitalistas. A cidade e a cultura parisienses passariam, portanto, a ser os parâmetros a guiar as modas e modos a serem importados.[carece de fontes?]
Paralelamente ao movimento de implantação de uma festa civilizada, outras diversões rapidamente tomavam forma na cidade: o entrudo, com sua alegria desorganizada e espontânea, os grupos negros de Congadas (ou Congos) e Cucumbis, que aproveitavam-se da relativa liberalidade reinante para conseguir autorização policial para se apresentarem e, além disso, outros grupos reunindo a população carente de negros libertos e pequenos comerciantes portugueses (mais tarde conhecidos como Zé Pereiras), que sentiram-se incentivados a passear pelas ruas.[carece de fontes?]
A mistura desses diferentes grupos acabaria por forçar uma espécie de diálogo entre eles. Em pouco tempo as influências mútuas se fazem notar através da adoção pelo carnaval popular, das fantasias e da organização características da folia burguesa. As sociedades carnavalescas por sua vez, passaram a incorporar boa parte dos ritmos e sonoridades típicos das brincadeiras populares.[carece de fontes?]
O resultado de tudo isso é que as ruas do Rio de Janeiro veriam surgir toda uma variedade de grupos, representando todos os tipos de interinfluências possíveis. É essa multiplicidade de formas carnavalescas, essa liberdade organizacional dos grupos que faria surgir uma identidade própria ao carnaval carioca. Uma identidade forjada nas ruas, entre diálogos e tensões.

### Bailes
O carnaval da capital francesa foi um dos elementos de influência, fazendo com que a folia do Rio de Janeiro rapidamente apresente bailes mascarados aos moldes parisienses. Inicialmente promovidos ou incentivados pelas Sociedades Dançantes que existiam na cidade (como a Constante Polka, por exemplo) esses bailes acabariam por ser suplantados pelos bailes públicos, como o famoso baile público do Teatro São Januário promovido por Clara Delmastro.
O grande sucesso dos bailes acabaria por incentivar outras formas de diversão, como os passeios ou promenades aos moldes do então já quase extinto carnaval romano. A ideia de se deslocar para os bailes em carruagens abertas seduzia a burguesia, que via, aí, uma oportunidade de exibir suas ricas fantasias ao povo e "civilizar" o carnaval de feição 'entruda'.
O povo carioca assistia deslumbrado a esses cortejos sem, entretanto, se furtar a saudar com seus limões de cheiro os elegantes mascarados. A tensão decorrente desse embate carnavalesco faria com que a elite procurasse organizar cada vez mais seus passeios através da reunião de um grande número de carruagens e da presença ostensiva de policiamento incorporado aos desfiles.

### Sociedades Carnavalescas
Aos poucos essas promenades acabariam por adquirir uma certa independência em relação aos bailes até que, em 1855, um grupo de cidadãos notáveis organizaria aquele que ficou conhecido como o primeiro passeio de uma sociedade carnavalesca por uma cidade brasileira: o desfile do Congresso das Sumidades Carnavalescas. O sucesso desse evento abriria as portas para o surgimento de dezenas de sociedades carnavalescas que, em poucos anos, já disputariam entre si o exíguo espaço do centro da cidade durante os dias de carnaval.

### Blocos e Cordões do carnaval de rua

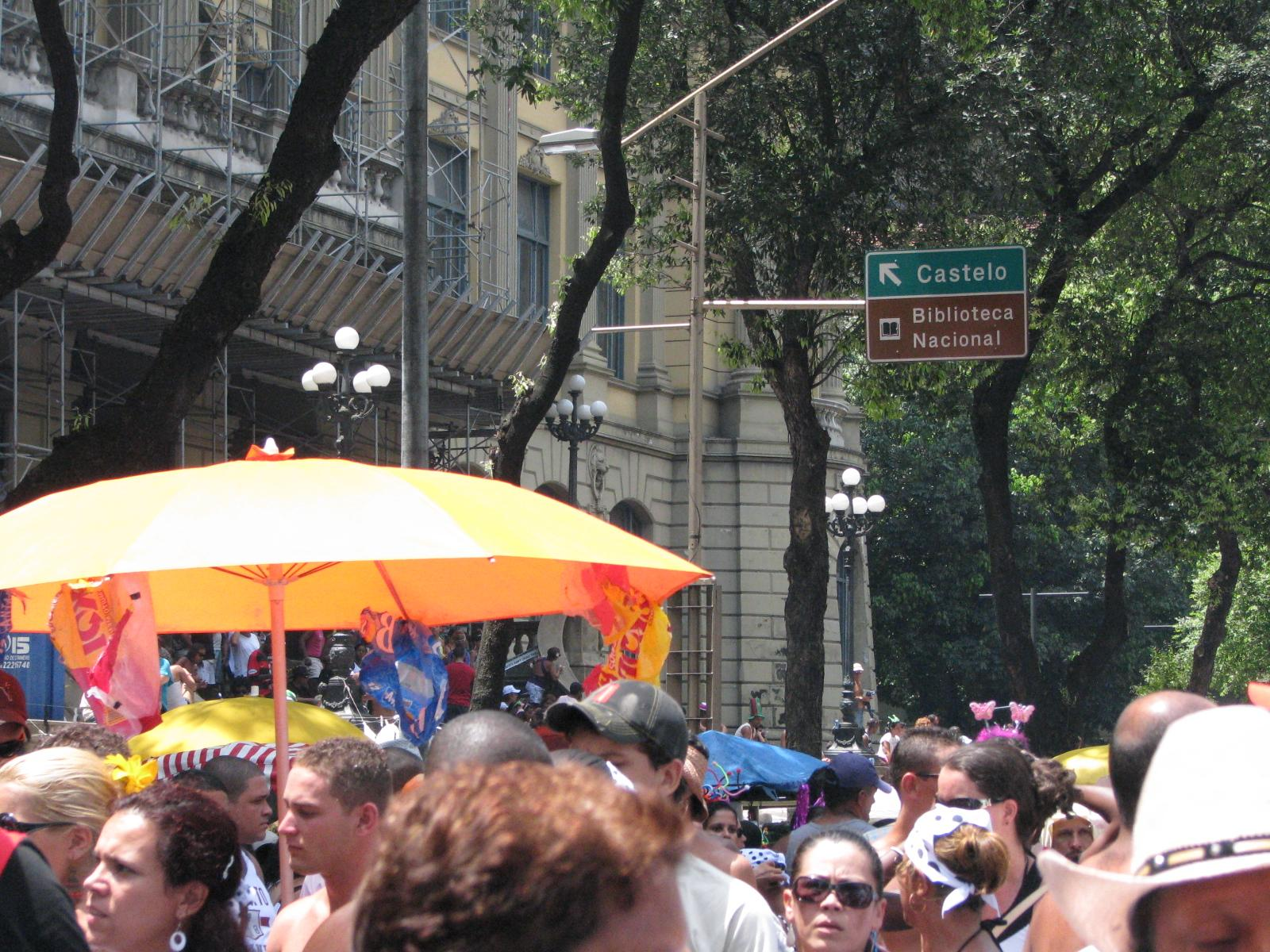
Cordão da Bola Preta, o mais antigo bloco de carnaval do Rio de Janeiro.

O Rio de Janeiro é a cidade que, podemos dizer, tem mais tradição quando o assunto é blocos de rua. Desde meados do século XIX, as pessoas saiam às ruas na cidade maravilhosa para se divertir e pular o carnaval em qualquer tipo de organização (ou desorganização).
Nos anos 30, o prefeito Pedro Ernesto oficializou o Carnaval carioca. E a partir daí, a cidade passou a brincar também em grupos de categorias separadas, como blocos, ranchos, cordões, Zé Pereiras, corso e sociedades. Grupos mais organizados e com muitos participantes.
O carnaval de rua sempre começa antes da data oficial, entre os dias 15 e 22 de janeiro; a partir desse período os blocos começam a sair às sextas-feiras e fins de semana e no dia de São Sebastião. Os primeiros blocos a sair são sempre: Aconteceu..., Bloco da Preta, Céu na Terra, Em Cima da Hora, Ih! É Carnaval, Me Enterra na Quarta; entre outros. Atualmente, o carnaval popular da cidade tem nos blocos Afroreggae, Banda de Ipanema, Bagunça Meu Coreto, Bangalafumenga, Boêmios de Irajá, Cordão da Bola Preta, Carmelitas, Empolga às 9, Escravos da Mauá, Herdeiros da Vila, Me Beija Que Eu Sou Cineasta, Monobloco, Orquestra Voadora, Quizomba, Sargento Pimenta, Vaga lume o Verde, Vai Barrar? Nunca!, Volta Alice entre outros.

### Clubes de frevo
Foram uma manifestação comum entre a década de 1930 e a década de 1990, quando se encerrou o desfile competitivo. Desfilaram pela última vez em 2017 os clubes Flôr do Estácio, Frevo Comunidade da Raia, Frevo Santa Teresa e Alegria do Rio.

### Escolas de samba

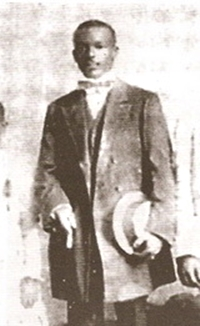
Hilário Jovino Ferreira, o criador do primeiro rancho de carnaval, que deu origem às escolas de samba.

As escolas de samba têm como precursores os ranchos carnavalescos. O "Rei de Ouros", criado em 1893 pelo baiano Hilário Jovino Ferreira, foi o primeiro rancho de carnaval, responsável por apresentar novidades como o enredo, personagens como o casal de mestre-sala e porta-bandeira e o uso de instrumentos de cordas e de sopro.
No final dos anos 1920 o Brasil buscava criar uma identidade capaz de diferenciá-lo dentro da nova ordem mundial estabelecida após a Primeira Grande Guerra. O conceito de negritude se destacava mundialmente valorizando as produções culturais negras como a Arte africana e o jazz. A festa carnavalesca e o novo ritmo de base negra recém surgido, o samba, seriam as bases para a formulação de um sentido de brasilidade. A valorização do samba e da negritude acabariam aumentando o interesse da intelectualidade nos novos "grupos de samba" que surgiam nos morros cariocas. Esses grupos passariam a se apresentar "no asfalto", ou seja, longe dos guetos dos morros, sendo chamados de escolas de samba.
Em 1932, o periódico Mundo Sportivo, do jornalista pernambucano Mário Filho (irmão do dramaturgo Nelson Rodrigues), decidiu organizar o primeiro desfile competitivo das escolas de samba.
| Arlindo Rodrigues, Fernando Pamplona e Fernando Pinto, icônicos carnavalescos. |
| Arlindo Rodrigues, Fernando Pamplona e Fernando Pinto, icônicos carnavalescos. |

Tratadas, inicialmente, como uma espécie de curiosidade "folclórica", as escolas de samba foram, pouco a pouco, cativando a sociedade carioca com seu ritmo marcado, com a sonoridade inesperada de suas cabrochas e com os temas populares de suas letras. Mantidas por décadas como elementos secundários da folia carnavalesca carioca, as escolas de samba adquiririam grande proeminência a partir da década de 1950, com a incorporação da classe média aos desfiles, consequência da aproximação entre as escolas e intelectuais de esquerda. A partir daí elas galgariam os degraus do sucesso até se tornarem o grande evento carnavalesco nacional.
A primeira escola de samba surgiu no Rio de Janeiro e chamava-se Deixa Falar. Foi criada pelo sambista carioca chamado Ismael Silva. Anos mais tarde a Deixa Falar transformou-se na escola de samba Estácio de Sá. A partir dai o carnaval de rua começa a ganhar um novo formato. Começam a surgir novas escolas de samba no Rio de Janeiro e em São Paulo. Organizadas em Ligas de Escolas de Samba, começam os primeiros campeonatos para verificar qual escola de samba era mais bonita e animada.

#### A Era Joãosinho Trinta

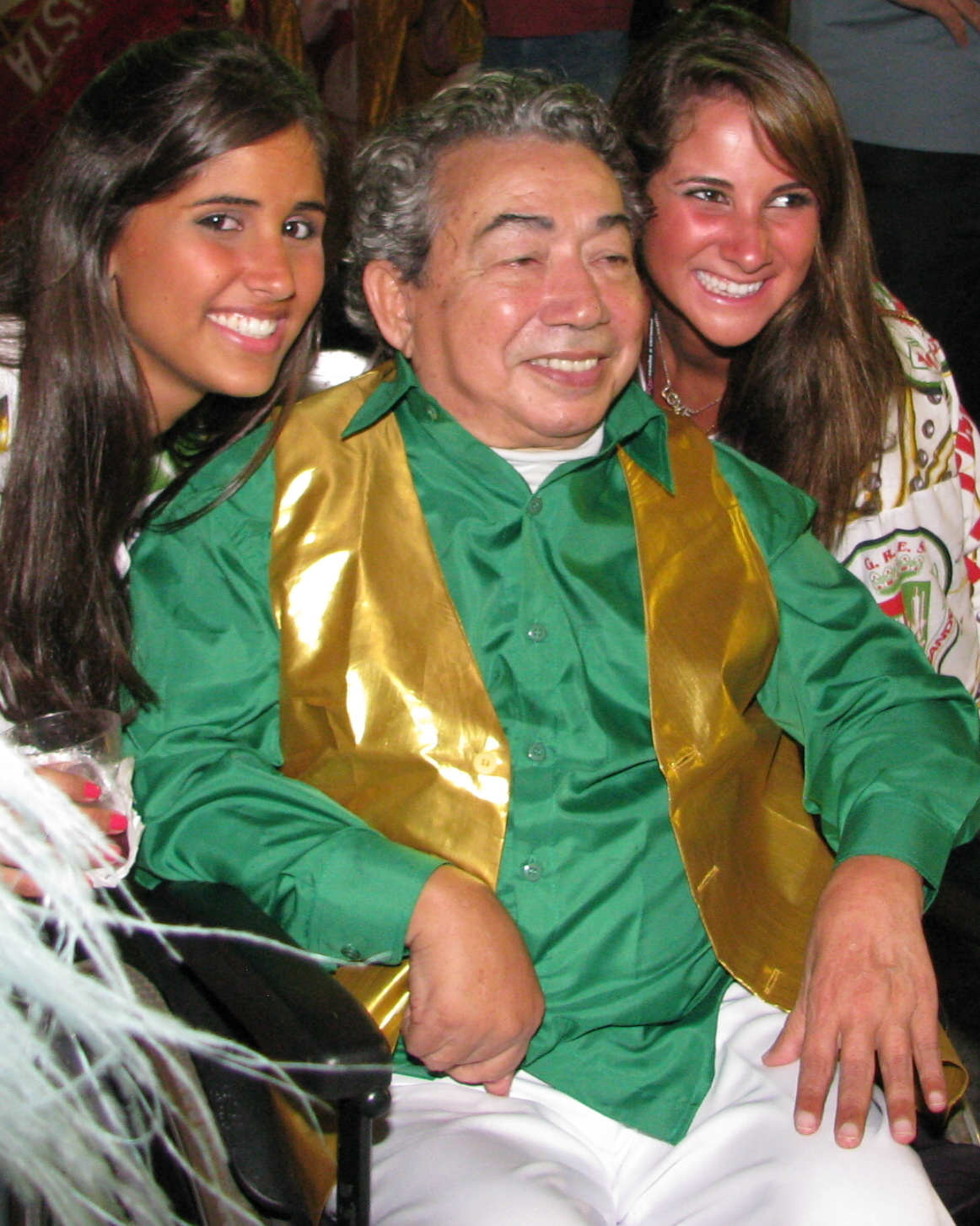
Joãosinho Trinta

Joãosinho Trinta foi um dos mais emblemáticos e, provavelmente, o mais polêmico carnavalesco brasileiro, foi dono de uma trajetória que se iniciou quando seu nome artístico ainda se escrevia com “z”, apesar de não ser carioca e sim de São Luís do Maranhão virou um dos símbolos do Carnaval do Rio de Janeiro. Estreou no carnaval carioca na década de 60, na Acadêmicos do Salgueiro e virou carnavalesco da escola em 1973, no Salgueiro conquistou dois títulos em 1974 e 1975.
Deixou o Salgueiro em 1976 e foi para a Beija-Flor de Nilópolis onde estreou para a história dos desfiles de Escola de Samba introduzindo elementos inéditos em carros alegóricos e nas fantasias, como o tão usado esplendor. Ganhou um tricampeonato em 1976, 1977 e 1978 pela escola de Nilópolis, tirando a hegemonia das 4 grandes (Portela, Império Serrano, Salgueiro e Mangueira). Seu maior e melhor desfile foi em 1989 com o enredo "Ratos e urubus, larguem minha fantasia", que teve a polêmica do Cristo coberto por ordem judicial. No pano da cobertura tinha escrito "MESMO PROIBIDO OLHAI POR NÓS".
Inovou em 2001, pela Acadêmicos do Grande Rio, onde fora mostrado algo jamais visto no Carnaval: o americano Eric Scott levanta voo em plena avenida, numa ousadia impactante que maravilhava os espectadores. Com tecnologia importada da NASA, o fato ficou marcado na história do carnaval carioca. Joãozinho arrebatou, ao todo, 11 títulos do carnaval carioca. É dono da célebre frase "O povo gosta de luxo. Quem gosta de miséria é intelectual".

#### A Era Paulo Barros
Paulo Barros, até então desconhecido do público, surge para o carnaval nos anos 2000, trazendo os impactantes "carros vivos" (alegorias formadas por pessoas executando coreografias) e torna-se famoso com os surpreendentes desfiles da Unidos da Tijuca, uma escola modesta até o momento que havia ganhado apenas um título em 1936. Após anos conseguindo apenas o vice-campeonato, o carnavalesco, enfim, é campeão com o enredo "É segredo", da escola tijucana. A comissão de frente, que trocava de roupa na Sapucaí, foi o grande destaque do carnaval campeão da Unidos da Tijuca no ano de 2010, desde então, Paulo Barros assume o posto de "carnavalesco-sensação" dos desfiles, após isso ele venceu ainda os Carnavais de 2012 e 2014 pela escola da Tijuca.
Após ser tricampeão ele vai para a Mocidade Independente para o Carnaval de 2015, sendo o carnavalesco mais caro do Carnaval carioca há uma grande expectativa que o título vá para Padre Miguel, porém com ele consegue um amargo 7º lugar para a escola, após o resultado Paulo Barros acaba saindo da escola.
Em 2016 ele vai para a Portela, a escola de Madureira apesar de ser a maior campeã não ganhava o Carnaval desde 1984, no primeiro ano ele ganha o 3º lugar, criando um estigma de carnavalesco que só vence na Unidos da Tijuca, porém em 2017 ele e a Portela voltaram a ser campeões, a escola vinha de um jejum de 33 anos sem vencer um título, ganhando assim seu 22º título com o enredo "Quem nunca sentiu o corpo arrepiar ao ver esse rio passar?" esse foi o 4º de Paulo Barros e tirou o título de ser um carnavalesco que só vencia pela Unidos da Tijuca. 
Após a vitória em 2017 com a Portela ele decide voltar para a Unidos de Vila Isabel escola que foi carnavalesco em 2009.

#### Influência ao redor do mundo
Tendo como berço a cidade do Rio de Janeiro, os desfiles de escolas de samba ganharam fama internacional ao longo do tempo e se espalharam por vários países, passando a ocorrer em lugares como a Argentina e a Finlândia. 

## Blocos de Rua

### Cordão da Bola Preta
No ano de 1918, surge o famoso Cordão da Bola Preta, que, segundo muitos afirmam, nunca foi um "cordão" propriamente dito, mas um bloco cuja finalidade e missão contida em seus estatutos era revigorar e reviver as tradições dos antigos "cordões" que haviam desaparecido.
O bloco tem em sua marcha, a "Marcha do Cordão da Bola Preta", uma das mais famosas e emblemáticas músicas do carnaval brasileiro, eternizada pelos versos "Quem não chora, não mama":
O Cordão da Bola Preta foi fundado por Álvaro Gomes de Oliveira (também conhecido como "Caveirinha"), Francisco Brício Filho (Chico Brício), Eugênio Ferreira, João Torres e os três irmãos Oliveira Roxo, Jair, Joel e Arquimedes Guimarães, no ano de 1918. Caveirinha teria dado o nome ao bloco ao ver passar uma linda mulher com vestido branco com bolas pretas. 
Em 2012, o bloco carioca arrastou, segundo estimativas da polícia militar, um público aproximado de 2,3 milhões de pessoas pelas ruas do centro do Rio, o que teria feito o bloco, de acordo com os organizadores do desfile e de parte da mídia, tomar informalmente, do Galo da Madrugada (de Recife), o título de maior bloco de carnaval do mundo, dando início, assim, a uma rivalidade entre as duas agremiações.

### Nomes engraçados e de duplo sentido

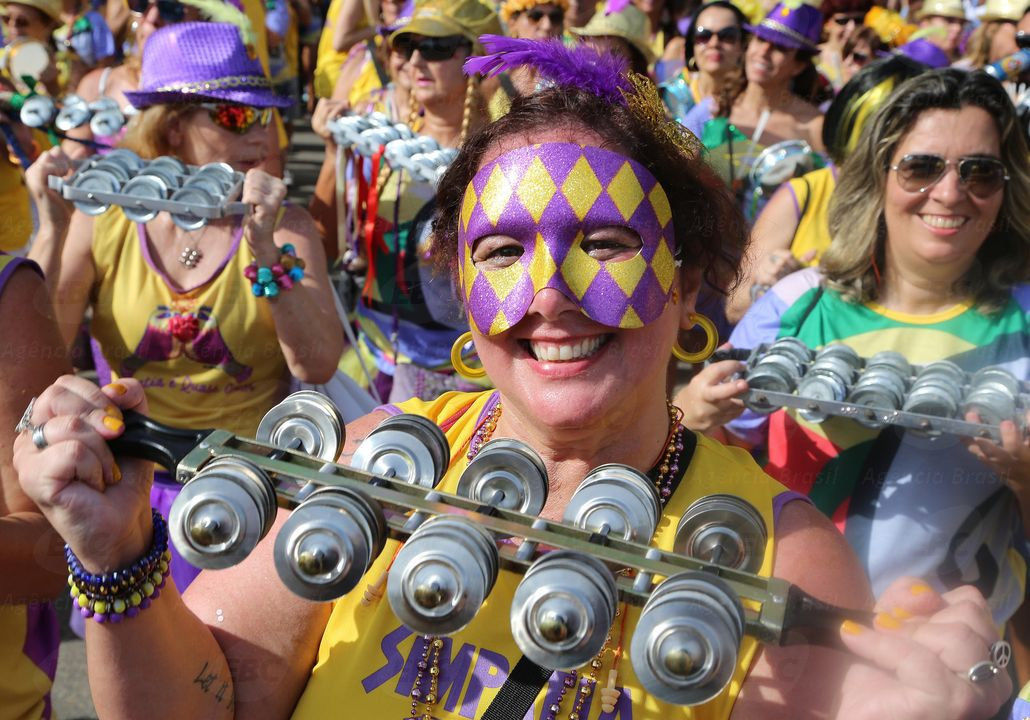
Bloco Simpatia é Quase Amor em 2016

Característica marcante do carnaval de rua do Rio, os nomes engraçados e de duplo sentido chamam atenção, como é o caso dos blocos:  A Nega Indoidô; Apertado Mas Entra; Bafo da Onça; Boka de Espuma; Bloco dos Impussivi; Cacique de Ramos; Concentra, mas Não Sai; Deixa a Língua no Varal, Deita Mas Não Dorme; Enxota Que Eu Vou; É Mole, Mas Estica!; Imaginô? Agora Amassa!; Imprensa que eu Gamo; É Pequeno, Mas Vai Crescer; Largo do Machado Mas Não Largo do Copo; Loucura Suburbana; Melhor Ser Bêbado do Que Ser Corno; Mulheres de Chico; Mulheres Rodadas; Nem Muda Nem Sai de Cima; Parei de Mentir, Não de Beber; Planta na Mente; Pinta Mas Não Borra; Põe na Quentinha?; Que Merda é Essa?!; Rola Preguiçosa Tarda Mas Não Falha; Senta Que Eu Empurro; Se Cair, Eu Como; Simpatia É Quase Amor; Suvaco do Cristo; Te Vejo Por Dentro... Sou da Radiologia!; Último Gole; Vestiu Uma Camisinha Listrada e Saiu Por Aí; Virilha de Minhoca; Vem Comigo Cachaçada!; Vem Cá Me Dá; e Xupa Mas Não Baba.
Em fevereiro de 2012, a banda carioca Forfun realizou a música Largo dos Leões em promoção ao seu terceiro disco Alegria Compartilhada; na canção todas os versos são junções de nomes dos principais blocos carnavalescos de embalo em homenagem ao carnaval da cidade e em especial aos blocos que atravessam pelo bairro de Humaitá.

### Decreto proibindo venda de abadás
No ano de 2013, o então prefeito da cidade do Rio de Janeiro, Eduardo Paes, publicou decreto no Diário Oficial proibindo a venda de abadás e qualquer outro tipo de restrição ou demarcação de áreas privadas durante os desfiles dos blocos de rua na cidade, com o fim de garantir que o carnaval de rua carioca permanecesse como uma festa popular, gratuita e acessível à participação de toda e qualquer pessoa. 
O carnaval de rua do Rio é tido, constantemente, como um dos mais democráticos e acessíveis do país, não só por oferecer vasta diversidade temática, rítmica e cultural, mas também por permitir a participação gratuita de quem deseja participar da festa. Todos os blocos e bandas da cidade são gratuitos.

### "Blocos Temáticos"
Com o ressurgimento do carnaval de rua carioca veio também uma intensa diversificação musical e cultural em geral, o que pode ser observado no aparecimento dos "blocos temáticos", que surgem como característica marcante da festa, a exemplo dos blocos: Sargento Pimenta, que desfila ao som da banda inglesa The Beatles; Pra Iaiá, composto exclusivamente por fãs e ex-músicos do grupo musical Los Hermanos; Terreirada Cearense, que tem como foco a música de raiz do Nordeste; Rio Maracatu, que entoa ritmos pernambucanos; do Super Mario Bloco, bloco nerd fundado em 2012; o New Kids on the Bloco, novo nome da tradicional Banda da Rodolfo Dantas realiza grande sucessos da música pop em versões mais instrumentais. E o Thriller Elétrico, que reúne fãs do cantor Michael Jackson. A Associação de Profissionais e Amigos do Funk cria um bloco dedicado ao funk carioca.
Em 2015, surgiram os blocos: Brasília Amarela, que faz homenagem aos Mamonas Assassinas; Match Comigo, inspirado no aplicativo de smartphone de encontros Tinder; e o Pega no Meu Pau de Selfie e Balança, cuja inspiração veio da febre dos chamados "Pau de Selfie". Tendo no ano seguinte alterado o nome para Pega na Minha Tocha e Balança em alusão aos jogos da XXXI Olimpíada.

### Marchinhas - Patrimônio Imaterial do Rio
Em 2015, época dos 450 anos da cidade, o Instituto Rio Patrimônio da Humanidade (IRPH) passou a reconhecer as marchinhas de carnaval como patrimônio imaterial do Rio de Janeiro, por considerá-las uma manifestação tipicamente carioca e um gênero musical que se popularizou por todo o país, contribuindo para o legado de diversos artistas e ajudando a construir a identidade carnavalesca carioca e nacional.

### Blocos estrangeiros na festa

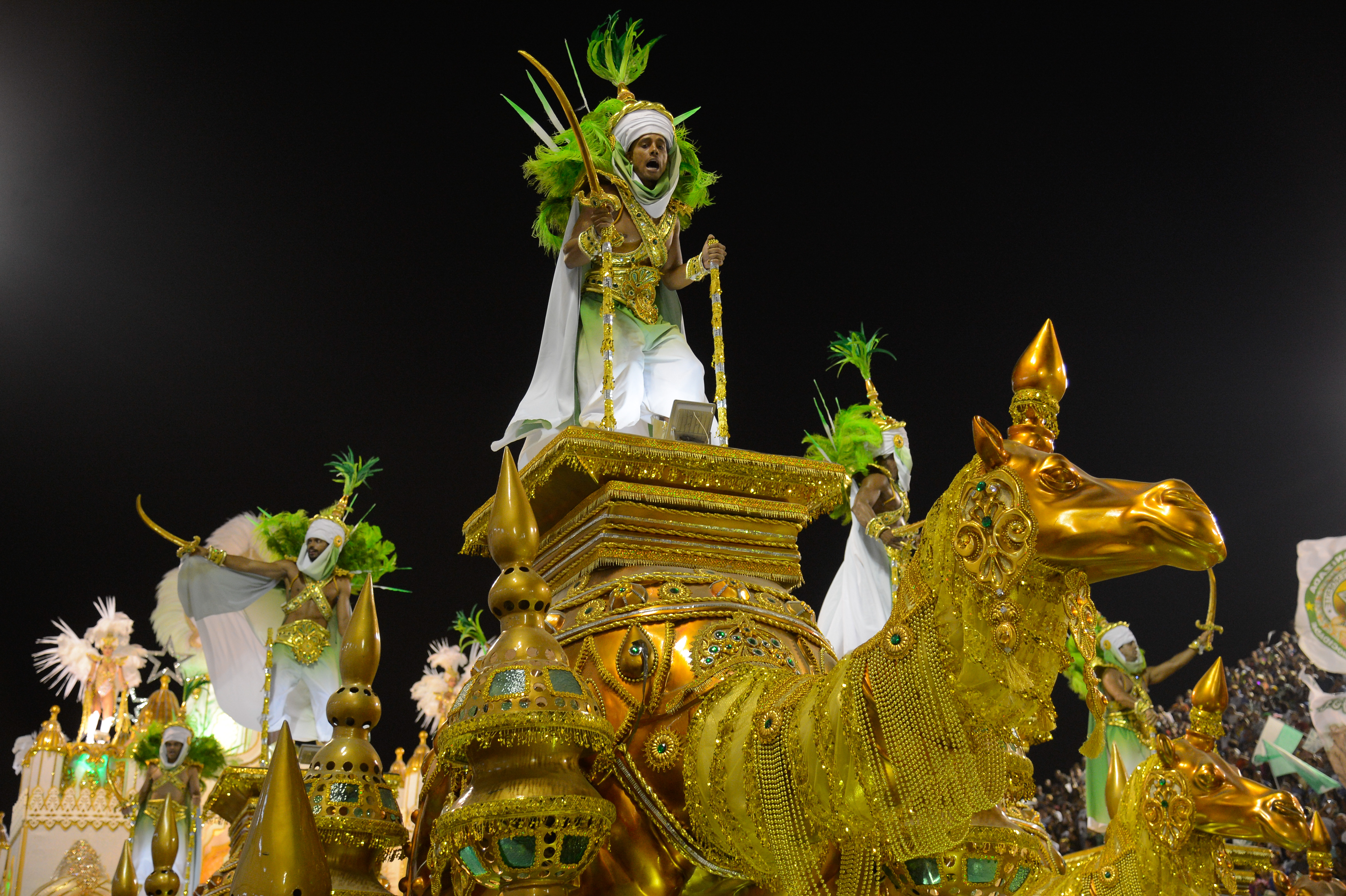
Reprodução de uma caravana no desfile da Mocidade Independente de Padre Miguel em 2017.

A diversidade do carnaval de rua carioca vai além da variedade de ritmos e temas, englobando, também, desfiles de blocos formados por estrangeiros, como foi o caso do bloco britânico Carnaval Transatlântico, que estreou em 2014, e do bloco francês Ulalá Balancê, surgido no ano de 2013. 

### Livro dos Recordes
Nos anos 2000, o carnaval de rua do Rio de Janeiro voltou a crescer, sendo homologado oficialmente pelo Guinness Book (o Livro dos Records), em 2004, como sendo o maior carnaval do mundo, com aproximadamente 2 milhões de pessoas por dia e um número de 400 mil visitantes estrangeiros. 
Em 2014, de acordo com dados da Empresa de Turismo do Município do Rio de Janeiro (Riotur), o carnaval de rua da cidade teria levado mais de 5 milhões de foliões às ruas, dos quais, destes, 918 mil seriam turistas, mas sem especificar exatamente a quantidade de estrangeiros. Teria, também, movimentado cerca de 2 bilhões de reais na economia local.

## Geminação
- Carnaval de Santa Cruz de Tenerife, Espanha (1984)[52][53][54][55]

## Corte real

### Rainha do Carnaval
| Ano  | Rainha do Carnaval                                      | 1ª Princesa                                    | 2ª Princesa                           | Ref.                 |
| ---- | ------------------------------------------------------- | ---------------------------------------------- | ------------------------------------- | -------------------- |
| 1994 | Ana Paula Pereira                                       | Andrea Caetano                                 | Andrea Vieira                         | [ 56 ] [ 57 ]        |
| 2002 | Patrícia Chélida                                        |                                                |                                       | [ 58 ]               |
| 2003 | Amanda Barbosa                                          |                                                |                                       | [ 59 ]               |
| 2004 | Priscila Hirle Mendes                                   |                                                |                                       | [ 60 ] [ 61 ]        |
| 2005 | Ana Paula Evangelista                                   | Elaine Babo                                    |                                       | [ 62 ]               |
| 2006 | Ana Paula Evangelista                                   | Cristiane Hani                                 | [ 62 ] [ 63 ] [ 64 ]                  |                      |
| 2007 | Jaqueline Faria                                         | Jacqueline Nascimento                          | Mônika Nascimento                     | [ 65 ]               |
| 2008 | Ketula Mello                                            | Charlene Costa                                 | Jaqueline Faria                       | [ 66 ]               |
| 2009 | Jéssica Maia                                            | Charlene Costa                                 | Shayene Cesário                       | [ 67 ]               |
| 2010 | Shayene Cesário                                         | Talita Castilhos                               | Suellen Pinto                         | [ 68 ]               |
| 2011 | Bianca Salgueiro                                        | Talita Castilhos                               | Suzan Gonçalves                       | [ 69 ]               |
| 2012 | Cris Alves                                              | Letícia Guimarães                              | Suzan Gonçalves                       | [ 70 ]               |
| 2013 | Evelyn Bastos                                           | Letícia Guimarães                              | Clara Paixão                          | [ 71 ] [ 72 ]        |
| 2014 | Letícia Guimarães                                       | Clara Paixão                                   | Graciele Chaveirinho                  | [ 73 ] [ 74 ] [ 75 ] |
| 2015 | Clara Paixão                                            | Bianca Monteiro                                | Uillana Adães                         | [ 76 ] [ 77 ]        |
| 2016 | Clara Paixão                                            | Uillana Adães                                  | Bianca Monteiro                       | [ 78 ] [ 79 ]        |
| 2017 | Uillana Adães                                           | Joice Rocha                                    | Deisiane Conceição                    | [ 80 ]               |
| 2018 | Jéssica Maia                                            | Deisiane Conceição                             | Cínthia Martins                       | [ 81 ] [ 82 ]        |
| 2019 | Clara Paixão                                            | Deisiane Conceição                             | Viviane Silveira                      | [ 83 ]               |
| 2020 | Camila Silva                                            | Deisiane Conceição                             | Cinthia de Oliveira                   | [ 84 ]               |
| 2023 | Mari Mola                                               | Monalisa Carvalho                              | Rhuanda Monteiro                      | [ 85 ]               |
| 2024 | Gabriela Medeiros Mocidade Independente de Padre Miguel | Bruna dos Santos Estação Primeira de Mangueira | Ana Carolina de Souza Unidos de Bangu |                      |
| 2025 | Thuane Werneck Unidos de Vila Isabel                    | Rhuanda Monteiro Estação Primeira de Mangueira | Jéssica Almeida Força Jovem           | [ 86 ]               |

| Palcos dos desfiles              | Palcos dos desfiles          |
| Centro do Rio                    | Campinho                     |
| -------------------------------- | ---------------------------- |
| Sambódromo da Marquês de Sapucaí | Estrada Intendente Magalhães |
|                                  |                              |

## Na cultura popular

### Cinema
- O filme Orfeu Negro, de Marcel Camus (1958), transpõe o mito grego de Eurídice para o carnaval do Rio de Janeiro. [88]
- O filme Apaixonados: O Filme, de Paulo Fontenelle, (2016) conta a história de três casais que conhecem durante o carnaval do Rio de Janeiro. [89]
- O filme Orfeu, de Cacá Diegues, (1999) também transpõe o mito grego de Eurídice para o carnaval do Rio de Janeiro. 1999]][90]

### Literatura
- O romance "A Moreninha", de Joaquim Manuel de Macedo, (1844) conta um namoro no meio do carnaval, na Ilha de Paquetá. [91]
- O romance O cortiço retrata o carnaval do Rio de Janeiro no século XIX. [92]
- O romance A Grande Arte de Rubem Fonseca (1983) conta a investigação de um ex-detetive particular e tem ambientação detalhada do Carnaval carioca. [93]
- As das histórias de Os Prisoneiros, de Rubem Fonseca, ocorrem durante o carnaval do Rio de Janeiro. [94]
- O enredo do romance O Grande Dia, do escritor suíço Pierre Cormon (2024), gira em torno de um desfile da imaginária escola de samba Unidos de Madureira . [95]